# Блез, Жерар
Жерар Блез (фр. Gérard Blaize, родился 17 августа 1946 года в Тулузе) — французский айкидока, обладатель 8-го дана айкидо айкикай (первый неяпонец, получивший 7-й дан). Общий стаж занятий боевыми искусствами превышает 50 лет.

## Биография
Учился в лицее, изучал право в Тулузском университете. В 1966 году сдал экзамен на степень чиновника и переехал в Клермон-Ферран, где продолжил изучать право. Параллельно посещал налоговую школу и занимался айкидо под руководством Пьерра Брусса. Получил первый дан к 1966 году. После службы в армии устроился работать налоговым инспектором и давать уроки айкидо. В студенческие годы играл в теннис и занимался плаванием.
Блез познакомился с Кристианом Тесье, ещё одним французским айкидока, который побывал в Японии. После разговора с Тесье Блез решил последовать его примеру и посетить Японию, поскольку он, по своим собственным словам, «устал от преподавания» и хотел сам повысить своё мастерство. Впервые он посетил Японию в 1975 году, где познакомился со своим учителем Митио Хикицути, обладателем 10 дана по айкидо. По французским законам Блез имел право на двухлетний долгосрочный отпуск, однако после отпуска он обязан был вернуться на работу.
После разговора с учителем Блез принял решение остаться в Японии, где и прожил пять с половиной лет, выучив японский и овладев также приёмами дзюдо и каратэ. Там же он познакомился с женщиной по имени Сикако, которая стала его супругой (некто порекомендовал Блеза в качестве преподавателя французского). По возвращении во Францию Блез переехал в Париж, где и продолжил преподавать айкидо. С его подачи во Франции появилось около 50 клубов айкидо и ещё 20 в мире.
26 апреля 1995 года получил 7 дан айкидо от Киссёмару Уэсиба по решению Мичио Хикицучи. 12 января 2025 года получил 8 дан айкидо на церемонии Кагамибираки в Хомбу-додзё.
В настоящее время проводит семинары по всему миру, в том числе и в России.
Увлекается живописью.

## Звания
- 8 дан Айкидо Айкикай
- 5 дан Масакацу Бодзюцу
- 7 дан Дзёдо Синдзо Мусо

## DVD
- Aïkido ou l'entraînement de la force attractive, avec Gérard Blaize, réal. Christophe Diez, 24 rue Victor Hugo 91120 Palaiseau, Independance Prod [éd.] ; Paris, Éditions Budostore [distrib.], 2001.